# Wielgolas Brzeziński

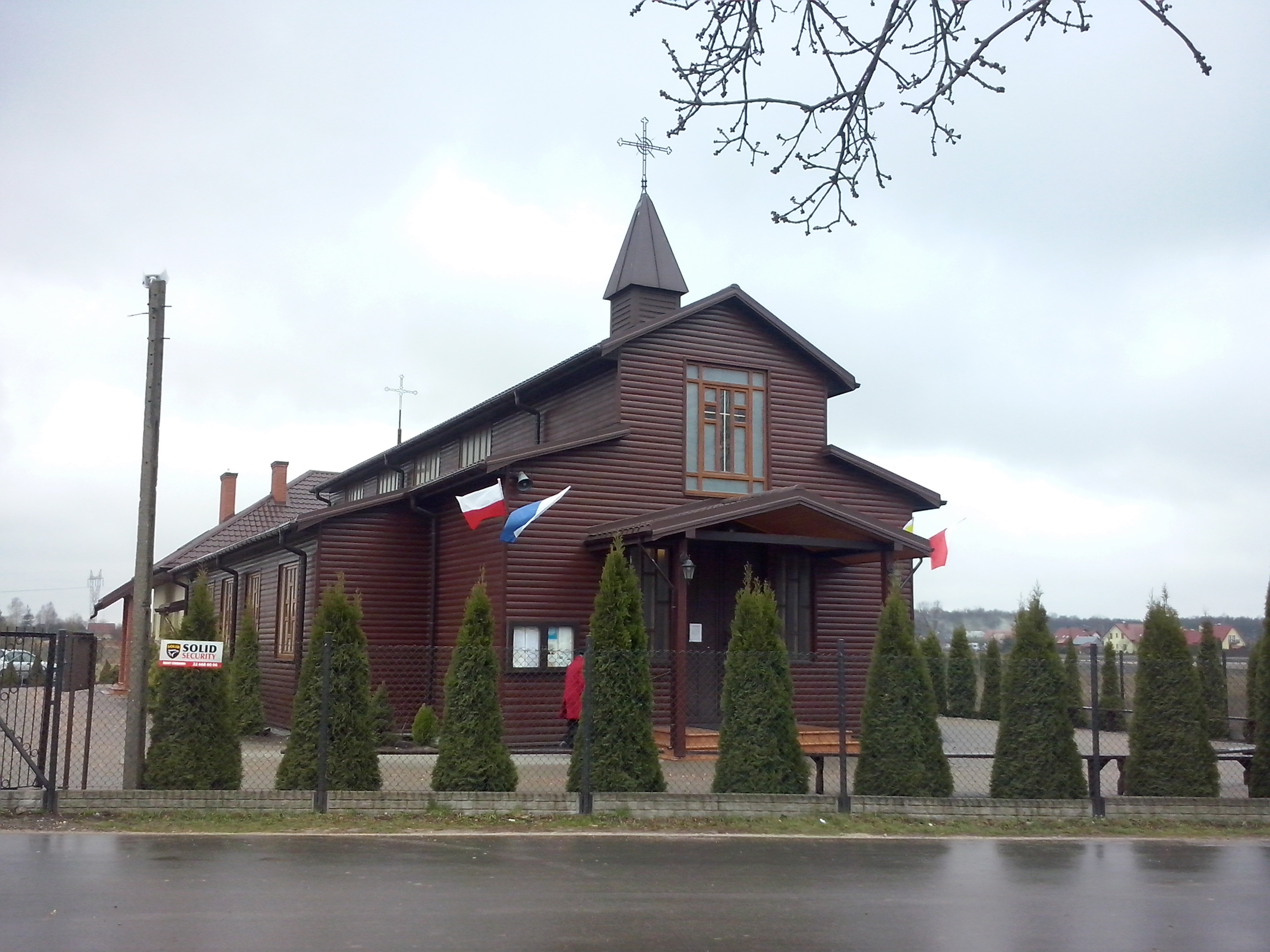
Kaplica Matki Zbawiciela

Wielgolas Brzeziński – wieś sołecka w Polsce położona w województwie mazowieckim, w powiecie mińskim, w gminie Halinów.
| SIMC    | Nazwa            | Rodzaj    |
| ------- | ---------------- | --------- |
| 0002921 | Nowiny za Koleją | część wsi |

W latach 1975–1998 miejscowość administracyjnie należała do województwa warszawskiego.
Miejscowość położona ok. 30 km na wschód od centrum Warszawy, ok. 12 km od jej granic, przy drodze krajowej nr 92 i magistrali kolejowej Moskwa – Berlin.
W miejscowości, przy drodze krajowej nr 92, znajdują się dwa przystanki autobusowe w kierunku Warszawy i dwa przystanki autobusowe w kierunku Mińska Mazowieckiego (i dalej). Linie obsługują autobusy należące do prywatnych firm, m.in. B.A.G.S., PKS Mińsk Maz., Rapid, Rorbi Tour.
Na terenie miejscowości znajduje się także przystanek PKP Cisie (zatrzymują się tu tylko pociągi osobowe).

## Religia
W dniu 2 grudnia 2007 r. biskup warszawsko-praski, Sławoj Leszek Głódź, wydał dekret, mocą którego powołał w Wielgolesie Brzezińskim nową parafię pw. Maryi-Matki Odkupiciela należącą do dekanatu mińskiego-św. Antoniego. Pierwszym proboszczem nowej parafii został ks. Marek Twarowski.
W nowej parafii znalazły się następujące miejscowości: Wielgolas Brzeziński, Wielgolas Duchnowski, Brzeziny, Cisie, Desno, Krzewina, część miejscowości Olesin.
W dniu 2 marca 2008 r. ogłoszona została kolejna decyzja abp. Sławoja Leszka Głódzia dotycząca wiernych, którzy nie godzili się z przypisaniem ich do utworzonego na początku grudnia ośrodka duszpasterskiego w Wielgolesie Brzezińskim.
„Po zapoznaniu się z argumentami stron odłączam wieś Krzewina od ośrodka duszpasterskiego w Wielgolesie Brzezińskim i przyłączam ją do parafii Halinów. Odłączam także wieś Olesin i część Wielgolasu Duchnowskiego, leżącą na południe od szosy mińskiej i na wschód od drogi powiatowej, i przyłączam do parafii w Dębem Wielkim. Mieszkańcy odłączonych wiosek, związani już z ośrodkiem w Wielgolesie Brzezińskim, mogą nadal korzystać w nim z wszelkich posług duszpasterskich” – dowiedzieli się wierni z odczytanego w kościołach pisma abp. Sławoja Leszka Głódzia.
Na placu, położonym tuż przy przystanku PKP Cisie, ustawiono drewnianą kaplicę pw. Matki Zbawiciela (podarowaną przez mieszkańców parafii Stara Wieś). Docelowo w tym miejscu zostanie zbudowany nowy kościół.
Miejscowość, oprócz rzymskich katolików, zamieszkuje diaspora Kościoła Katolickiego Mariawitów, utrzymująca kontakt z parafią w Długiej Kościelnej. Mariawici z Wielgolasu Brzezińskiego odprawiają adorację ubłagania 7. dnia każdego miesiąca.